# Holyoke (Massachusetts)
Holyoke è una città degli Stati Uniti d'America facente parte della contea di Hampden nello stato del Massachusetts, situata tra la sponda occidentale del fiume Connecticut e la catena montuosa del Tom. Al censimento del 2010, la città aveva una popolazione di 39 880 abitanti. Nel 2018, la popolazione stimata era di 40 358. Posizionato a 8 miglia (13 km) a nord di Springfield, Holyoke fa parte dell'area metropolitana di Springfield, una delle due distinte aree metropolitane del Massachusetts. La città deve il suo nome all'esploratore Elizur Holyoke, che attraversò quest'area nel 1660.

## Storia

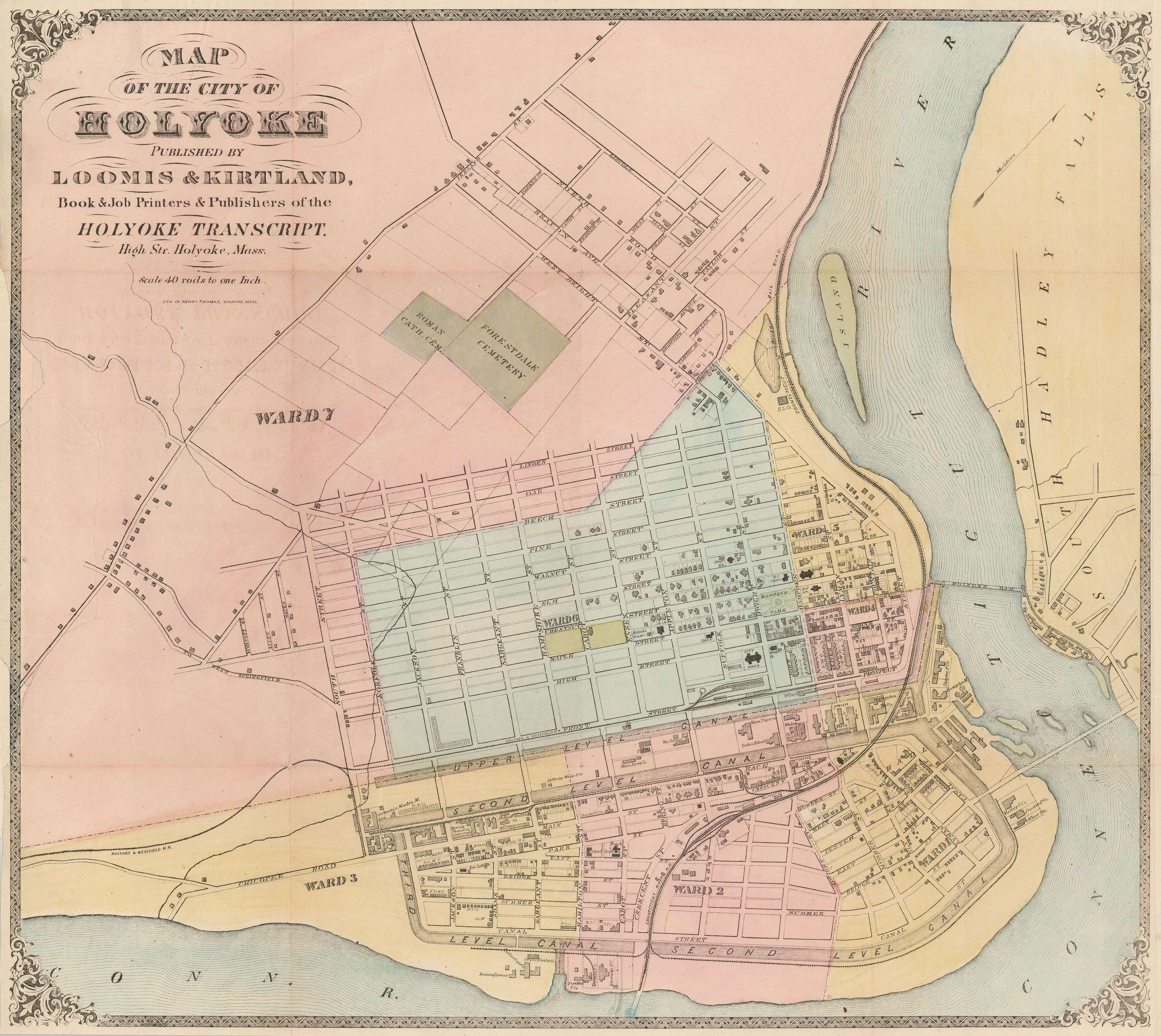
Una mappa di Holyoke, nel 1874, un anno dopo la sua fondazione come città.

Holyoke è tra le prime città industriali ad essereprogettate negli Stati Uniti. Costruita in tandem con la diga di Holyoke per utilizzare l'energia idroelettrica delle cascate di Hadley, è una delle poche città del Nuova Inghilterra costruite sul pianta a scacchiera. Durante la fine del XIX secolo, la città produceva circa l'80% della carta da lettere usata negli Stati Uniti e ospitò il più grande studio di architettura di cartiere del paese, nonché i più grandi mulini di carta, seta e lana di alpaca del mondo. Sebbene oggi un numero considerevolmente inferiore di aziende di Holyoke operi nell'industria della carta, viene ancora comunemente menzionata come "la Città Carta". Oggi la città comprende numerose aziende manifatturiere specializzate, nonché il "Centro di calcolo ad alta potenza verde del Massachusetts" (Massachusetts Green High Performance Computing Center), una struttura di ricerca intercollegiale aperta nel 2012.
Mentre lavorava per la Holyoke Water Power Company negli anni 1880, l'ingegnere idraulico Clemens Herschel inventò il contatore Venturi per determinare l'impiego d'acqua di ogni mulino nel sistema dei canali di Holyoke. Questo dispositivo, il primo sistema accurato per misurare flussi di larga scala, è oggi ampiamente utilizzato in numerose applicazioni di ingegneria, inclusi acquedotti e carburatori, nonché nella strumentazione aeronautica. Alimentato da questi canali di proprietà comunale, Holyoke ha tra i più bassi tassi di energia nel Commonwealth e al 2016, tra l'85% e il 90% dell'energia della città era ad emissione zero, con obiettivi dell'amministrazione in corso per raggiungere in futuro il 100%.
La prima documentazione di una famiglia italiana avvenuta nel 1884, quando un Charles Marano sposò una May O'Connor. Molti dei primi arrivati nella città avrebbero aperto negozi di dolciumi e spacci di prodotti nei quartieri d'affari lungo le strade principali. Un certo numero di spacci e negozi di prodotti fondati da immigrati italiani sarebbero rimasti come punti di riferimento per oltre 50 anni, inclusi nomi come Luchini, Rigali Brothers, Mazzolini Brothers e Magri's, l'ultimo dei quali è ancora esistente a Chicopee. Un altro esempio di attività commerciale italiana di lunga durata a Holyoke è stato il negozio di macchine fotografiche D'Addario, gestito dai fratelli Vincent e Ray D'Addario, l'ultimo dei quali sarebbe diventato il principale fotografo dei processi di Norimberga.

## Sport
Holyoke è anche sede della Volleyball Hall of Fame e nota come il "luogo di nascita della pallavolo", poiché lo sport olimpico praticato a livello internazionale fu inventato e praticato per la prima volta nel ramo locale della YMCA da William G. Morgan nel 1895. Ebbe infatti origine il 6 febbraio 1895, quando Morgan organizzò una gara dimostrativa a cui parteciparono anche il sindaco e il comandante dei vigili del fuoco.
Il 6 giugno 1987 viene aperto in città il Volleyball Hall of Fame, in cui sono ricordate le più grandi personalità legate alla pallavolo.